# Championnats d'Europe d'haltérophilie 1909 (Dresde)
Navigation
Édition précédente Édition suivante
Les seconds championnats d'Europe d'haltérophilie 1909, treizième édition des championnats d'Europe d'haltérophilie, ont eu lieu en 1909 à Dresde, en Allemagne.